# Марселін де Конінг
Марселін де Конінг (нід. Marcelien de Koning, 10 травня 1978) — нідерландська яхтсменка, олімпійська медалістка.

## Виступи на Олімпіадах
| Олімпіада  | Дисципліна | Місце |
| ---------- | ---------- | ----- |
| Пекін 2008 | Клас 470   | 2     |